# Gheorghe Potopeanu
Gheorghe Potopeanu, romunski general, * 1889, † 1966.